# Stittenham
Stittenham var en civil parish från 1866 till 1986 då den blev en del av Sheriff Hutton, i grevskapet North Yorkshire, i England. Civil parish var belägen 18 km från York och hade 38 invånare år 1971. Byn nämndes i Domedagsboken (Domesday Book) år 1086, och kallades då Stidnun.